# Новослобідське (селище)
Новослобідське — селище в Україні, у Новослобідській сільській громаді Конотопського району Сумської області. Населення становить 183 осіб. До 2017 орган місцевого самоврядування — Мазівська сільська рада.

## Населення

### Мова
Розподіл населення за рідною мовою за даними :
| Мова       | Кількість | Відсоток |
| ---------- | --------- | -------- |
| російська  | 110       | 60.11%   |
| українська | 73        | 39.89%   |
| Усього     | 183       | 100%     |

## Географія
Селище Новослобідське знаходиться на лівому березі Вільшанка, нижче за течією на відстані 1 км розташоване село Почепці. На річці велика загата. Поруч проходить автомобільна дорога Т 1908.

## Історія
12 червня 2020 року, відповідно до розпорядження Кабінету Міністрів України № 723-р «Про визначення адміністративних центрів та затвердження територій територіальних громад Сумської області», селище увійшло до складу Новослобідської сільської громади.
19 липня 2020 року, в результаті адміністративно-територіальної реформи та ліквідації Путивльського району, увійшло до складу новоутвореного Конотопського району.